# Мерссен (община)
Мерссен (нидерл. Meerssen, лимб. Meersje) — община в провинции Лимбург (Нидерланды).

## История
После реорганизации общин 1 января 1982 года община Меерсен достигла своего нынешнего размера за счет присоединения общин Бюнде и Улестратен.

## Общественный транспорт
Помимо региональных автобусов, в общине Мерссен есть две железнодорожные станции: станция Мерссен (на линии Маастрихт — Херлен) и станция Бюнде (на линии Маастрихт — Ситтард).

## География
Территория общины занимает 27,7 км². На 1 августа 2020 года в общине проживало 18 759 человек.